# Općina Ankaran
Ankaran (slo. Občina Ankaran, it. Comune di Ancarano) je općina u Primorskoj, u jugozapadnoj Sloveniji na granici s Italijom. Ustrojena je 2011. godine.

## Zemljopis
Nastala je izdvajanjem iz gradske općine Koper. Većim dijelom se nalazi na istoimenom polutotoku. S površinom od osam četvornih kilometara druga je najmanja slovenska općina.
Administrativno središte općine je naselje Ankaran.

## Vanjske poveznice
- Službena stranica općine Ankaran